# لطريات
اللُطْرِيَّات (الاسم العلمي: Symplocaceae)، فصيلة نباتات مُزهرة من رتبة الخلنجيات. تضم جنسان، لطر وCordyloblaste، يبلغ مجموع أنواعها حوالي 260 نوعًا معروفًا. الاسم الشائع للطريات هو أوراق حلوة. تتمتع اللطريات بتوزيع عبر المحيط الهادئ يُغطي جنوب شرق الولايات المتحدة وأمريكا الجنوبية وجنوب شرق آسيا وشمال أستراليا. النباتات في فصيلة اللطريات تتكون من أشجار أو شجيرات بشكلٍ عام، وتوجد في الغابات الرطبة الاستوائية والجبلية.